# Johan Jongkind
Johan Barthold Jongkind (Lattrop, 3 de juny de 1819 - rodalia de Grenoble, 9 de febrer de 1891) va ser un pintor i gravador neerlandès considerat com un dels precursors de l'impressionisme.

## Biografia
Estudià art a l'Escola de La Haia sota la tutela del pintor romàntic Andreas Schelfhout, realitzant els seus primers quadres seguint la pintura tradicional flamenca. El 1846, s'instal·là a París i esdevingué alumne d'Eugène Isabey. El 1855 es veié obligat a tornar a Holanda per problemes econòmics, i s'instal·là a Rotterdam. Tornà a París l'abril de 1860, i des d'aquell moment expressà la seva atracció per les marines durant les seves estades a la costa normanda a Le Havre, Sainte-Adresse, Honfleur o Trouville. Allà hi conegué n'Eugène Boudin i sobretot en Monet, qui reconegué amb sinceritat el seu deute amb l'artista holandès: "a ell li dec l'educació definitiva dels meus ulls".
Participà en el Saló dels Rebutjats el 1863 amb el quadre Ruïnes del castell de Rosemont, al costat del polèmic quadre de Manet Le déjeuner sur l'herbe (El dinar sobre l'herba), tots dos es troben actualment al Museu d'Orsay.

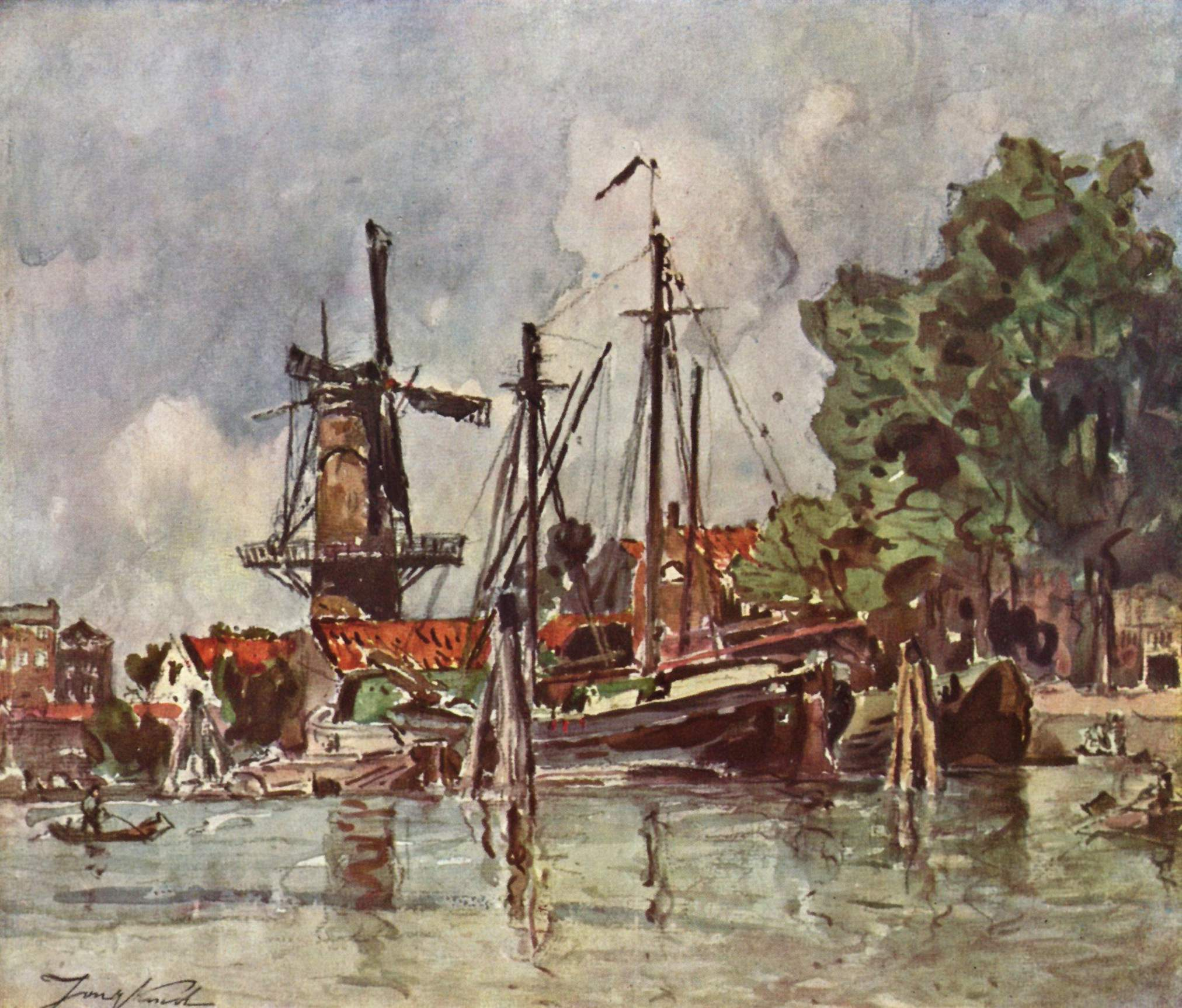
El poble de Doverschie

Els seus paisatges de Normandia, de canals i platges del Mar del nord, de les ribes del Sena, de París, i posteriorment de Grenoble, tradueixen en tons finament matisats la llum i l'ambient d'aquells llocs. Contràriament als impressionistes, realitzava els seus quadres en l'estudi després dels croquis i aquarel·les que dibuixava en exterior. De vegades repetia un mateix tema sota diverses llums o en diferents estacions (idea típicament impressionista que adoptaria posteriorment el seu amic Monet).
Jongkind va portar una vida desordenada i finalment, amb problemes psíquics (malenconia, paranoia) i alcohòlic, mor a l'asil de Saint-Égrève prop de Grenoble.
D'acord amb el que va manifestar Monet, l'obra de Corot, juntament amb la d'Eugène Boudin i la de Jongkind, estan en l'origen de l'impressionisme.